# Oziericultuur
De Oziericultuur of San-Michelecultuur, was een Pre-Nuraghische cultuur op het Italiaanse eiland Sardinië, van ca. 3200 tot 2800 v.Chr.
De Oziericultuur was het toppunt van de neolithische cultuur op het eiland en de naam komt van de plaats waar de eerste vondsten werden ontdekt, de grot van San Michele bij Ozieri, in Noord-Sardinië. De Ozieri leefden tegelijkertijd met de Arzachenacultuur, waarmee enige overeenkomsten zijn, en hun invloed breidde zich ook uit naar het nabijgelegen Corsica.